# 市川小文治歌舞伎映画プロダクション
市川小文治歌舞伎映画プロダクション（いちかわこぶんじ かぶきえいがプロダクション、1928年6月 設立 - 8月 解散）は、かつて京都に存在した映画会社である。歌舞伎出身のマキノ・プロダクションの俳優市川小文治が設立したスタープロダクションであり、貸しスタジオの双ヶ丘撮影所で1本のサイレント映画を製作した。歌舞伎映画プロダクションとも。略称歌舞伎映画プロ。

## 略歴・概要
1924年（大正13年）末の東亜キネマ等持院撮影所入社、翌1925年（大正14年）に映画デビュー、同年6月の牧野省三によるマキノ・プロダクション設立のさいには東亜に残ったが、1年後の1926年（大正15年）8月にはマキノに合流した市川小文治が、1928年（昭和2年）6月にマキノを退社して設立したのが、この「市川小文治歌舞伎映画プロダクション」（歌舞伎映画プロ）である。
そのきっかけとして、同年4月、当時マキノの四国ブロック配給を行っていた三共社の山崎徳次郎が、阪東妻三郎プロダクションの経営者・立花良介と計画し、神戸の菊水キネマ商会の大島菊松を中心とした全国150館の独立系映画館主に呼びかけ、大阪に「日本活動常設館館主連盟映画配給本社」を設立、独立プロダクションへの製作費の出資と作品の直接公開の方針を打ち出すという動きがあった。マキノと契約更新でもめていた片岡千恵蔵が4月にマキノを退社、5月に「片岡千恵蔵プロダクション」（千恵プロ）を設立、また、山崎の呼びかけに共鳴したマキノの大道具主任河合広始と撮影技師の田中十三もマキノを退社、京都・双ヶ丘に貸しスタジオ「日本キネマ撮影所」（双ヶ丘撮影所）を設立した。
片岡と同時期に嵐寛寿郎、中根龍太郎、山口俊雄、山本礼三郎らはそれぞれ自らのプロダクションを設立、小文治の「歌舞伎映画プロ」とともに「日本映画プロダクション連盟」を結成し、河合・田中の「双ヶ丘撮影所」をレンタル使用して、山崎らの「館主連盟」に作品の供給を開始する。小文治はこの動きのなかの第1作、千恵プロの『天下太平記』に出演、同作は先陣を切って同年6月15日に神戸「菊水館」を中心に公開された。千恵プロにつづいて「歌舞伎映画プロ」が製作したのが、小文治主演による『野崎村』である。監督にはマキノから富沢進郎を引き抜き、撮影は双ヶ丘撮影所の田中が行ない、「中根龍太郎喜劇プロダクション」（中根プロ）製作による中根の監督・主演作『助太刀商売』と同時上映で同年7月1日に「菊水館」を中心に公開された。
「歌舞伎映画プロ」は、中根プロ、および山口の「山口俊雄プロダクション」に協力し、小文治はそれらの第1作に出演、奈良の市川右太衛門プロダクションあやめ池撮影所（右太プロ）から「歌舞伎映画プロ」に参加した市川芳之助（のちの沢田清）も千恵プロの『愛憎血涙』に出演したが、同年7月末に早くも山崎らの「館主連盟」が瓦解してしまった。したがって、同時に独立したプロダクションたちとともに、2作目を製作することなく「歌舞伎映画プロ」も解散した。残ったのは千恵プロと嵐寛寿郎プロダクション（寛プロ）であったが、寛プロも同年内に1度解散（第1期寛プロ）、千恵プロだけが嵯峨野に自前のスタジオを築いていくことになる。
解散後の小文治は、千恵プロ、寛プロに出演したのちの同年内に、芳之助とともに日活太秦撮影所に入社、監督の富沢は帝国キネマに移籍した。

## フィルモグラフィ
1928年
- 野崎村　監督富沢進郎、脚本大美亭作楽、撮影田中十三、主演市川小文治、共演市川芳之助、玉木光子

## 関連事項
- マキノ・プロダクション （牧野省三）
- 日本キネマ撮影所 （河合広始、田中十三）
- 日本映画プロダクション連盟
- 片岡千恵蔵プロダクション （片岡千恵蔵）
- 嵐寛寿郎プロダクション （嵐寛寿郎）
- 中根龍太郎喜劇プロダクション （中根龍太郎）
- 山口俊雄プロダクション （山口俊雄）
- 山本礼三郎プロダクション （山本礼三郎）
- 市川小文治

## 註
1. ↑  『日本映画俳優全集・男優編』（キネマ旬報社、1979年）の「市川小文治」の項（p.54）を参照。同項執筆は盛内政志。
2. 1 2 3  『日本映画俳優全集・男優編』（キネマ旬報社、1979年）の「片岡千恵蔵」の項（p.144-148）を参照。同項執筆は滝沢一。
3. ↑  立命館大学衣笠キャンパスの「マキノ・プロジェクト」サイト内の「双ヶ丘撮影所」の記述を参照。